# 地球冒险3非官方英文版
《地球冒险3》非官方英文版（Mother 3 Fan Translation）是2006年日本电子游戏《地球冒险3》的完全英文本地化版，由克莱德·曼德林领导地球冒险爱好者社团完成。游戏本身在10年的跳票后推出。在爱好者对英文本地化的关注未获答复后，地球冒险爱好者网站Starmen.net在2006年11月宣布，他们开始自行本地化游戏。
参与项目的十多名爱好者之前就有本地化经验，并通过了曼德林的检查。他们破解游戏数据并翻译了千页的对话脚本，耗时几千小时。他们还为项目设计了自己的工具。最终版于2008年10月，以合法的模拟器补丁方式发布。补丁首周下载量突破10万次，随之推出的还有爱好者制作的200页全彩专业级玩家攻略。The Verge称其为爱好者群体奉献的证明。

## 爱好者社群
在10年的“延期、没落与取消后”，《地球冒险3》——1994年（北美為1995年）超级任天堂游戏《地球冒险2》的续作——于2006年4月在日本Game Boy Advance推出。美国地球冒险爱好者社群发起活动与请愿，呼吁争取游戏在西方发行。有请愿活动将自制请愿软件并手工核查签名，并819页的3.1万人联名，连及同人画寄给任天堂日本与北美办公室。任天堂虽知游戏有广大游戏社团支持，但没有给出回应。转而新版本成为社团的“号召力”。1UP.com写道，“史上从无其他游戏获得此般对翻译的强烈渴望”。
在2006年4月《地球冒险3》发售时，爱好者社群就不对官方英文化表示期待。数月后，他们获悉任天堂无意翻译；在11月任天堂北美“树屋”本地化团队的采访中，这一消息得到确认。几天后，爱好者网站Starmen.set宣布，他们要自行本地化游戏。网站共同建立者里德·杨表示，非官方英文版“之于爱好者，正如爱好者之于游戏”。

## 开发
《地球冒险3》爱好者翻译计划于2006年11月公布。项目由克莱德·曼德林（昵称“番茄”）领衔，有约十位独立翻译；日翻英工作为期两年，耗数千小时。克莱德是职业游戏翻译，之前曾参与游戏《王国之心II》和漫画《七龙珠》等的翻译。大多数本地化者也曾参与其它爱好者翻译项目，而克莱德本人的爱好者翻译社群经历，帮助项目获得了必要资源。克莱德除其翻译全职工作外，还希望项目成为“第二全职工作”。杨负责项目公共关系，故很少参与进程，虽然没有记录时间，但他推测克莱德在项目中投入千小时以上，杰夫曼投入近千小时，贡献最少者也投入50至100小时。团队除加入新启动画面外，未改动游戏内容，也就是说，他们没有将自己列入职员表。本地化分为两大要素：破解游戏数据（ROM）与翻译对话脚本。
破解ROM需要在汇编层面修改游戏代码。杨将之看作，通过试错、一点点慢慢修改DNA，来教某人另一语言。技术修改有“变宽字体”、图形破解与自定软件等。游戏编码导致系统无足够空间显示英文化后所需文字。因日语文字宽度相同（定宽），团队只得用自定义码新英语字体去适应。克莱德称，“文字显示程序没有原封不动的”，团队必须手动制作字库，修补变宽字体无济于事。图形破解如加入新启动画面，同时为保持连续性，他们导入了英语版《地球冒险2》的图像。比如日版《地球冒险2》章鱼雕像双关在英文版中改为铅笔雕像，《地球冒险3》本地化也延续了这种改动。团队还自制软件辅助翻译——如交叉汇编程序、脚本与补丁处理程序工具。破解团队成员有克莱德、杰夫曼、byuu、sblur等。
原文文本约1000页，聘请自由翻译估计需要花费3万美元。杨称克莱德是完美主义者，他限制翻译团队规模以免陷入进展困境，不过他也请求团体参与双关语等翻译，这亦起到了帮助作用。团队在翻译途中做出了一些决定，如将角色名Yokuba（类似于日语词汇“贪婪”）翻译为Fassed（类似英语单词“虚伪”），以浓厚的伦敦英语方言对译某次要角色的日语方言。
团队报道称北美任天堂的“最高层”知道它们的项目，不过没有干涉。杨称，它们的本地化团队规定明确，如果公司宣布游戏未来事宜，他们就将中止项目。虽然团队承认本地化的合法性含糊，但杨表示非官方英文版“莽撞或不正当”的说法不合理。团队还称他们并非软件盗版——他们是指引他人从日本进口游戏，且最终目标是帮助系列。克莱德获得一名期望翻译的史克威尔艾尼克斯雇员的鼓励。团队在项目结尾时认为，爱好者翻译可能导致厂商抵制而非鼓励此举，最后导致玩家群无法享受更好的服务。克莱德称，他记住每一行的原文与译文，已经对内容太熟悉，结果无法欣赏自己的作品。他期望这能在五年内改变。项目对克莱德的编写技艺表示大大的敬意。

## 发行
本地化补丁于2008年10月完成。虽然克莱德预测游戏将“总共有两万次下载”，但其首周下载量就超过10万，这还不计其他网站的下载量。补丁需要游戏ROM文件，以供在模拟器上运行。团队除翻译外，还发布了《地球冒险3手册》，这款英文玩家攻略于2008年6月开始制作。《连线》称这本200页全彩玩家攻略类似专业攻略本，质量“可与Prima Games和BradyGames的比肩”。克莱德在2009年发布了更新版。补丁在2010年时正翻译为法语、意大利语和西班牙语。

## 评价
Ars Technica的弗兰克·卡隆称爱好者翻译是“巨大的任务…是一个巨大的成功”，实现包括自己在内许多玩家的梦想。他还称“甚至无法理解”任天堂为何不发行自己的英文本地化版。Kotaku的迈克·费伊称，模拟器需求让翻译版“名声不好”，翻译者称，在玩家都无法找到进口产品的情况下，翻译者购买官方产品的要求并不正确。The Verge称，两年期的《地球冒险3》非官方英文版证明了爱好者群体的奉献。